# Gausganj
Gausganj é uma vila no distrito de Kanpur Dehat, no estado indiano de Uttar Pradesh.

## Demografia
Segundo o censo de 2001, Gausganj tinha uma população de 7708 habitantes. Os indivíduos do sexo masculino constituem 53% da população e os do sexo feminino 47%. Gausganj tem uma taxa de literacia de 62%, superior à média nacional de 59.5%: a literacia no sexo masculino é de 70% e no sexo feminino é de 54%. Em Gausganj, 16% da população está abaixo dos 6 anos de idade.